# Gaëlle Nohant
Pour les articles homonymes, voir Nohant.
Œuvres principales
Légende d'un dormeur éveillé (2017)
Gaëlle Nohant, née en 1973 à Paris, est une écrivaine française.

## Biographie
Après des études de lettres, Gaëlle Nohant fait paraître en 2007 L'Ancre des rêves, un premier roman fantastique qui remporte le prix Encre Marine organisé par la Marine nationale. La suite, intitulée La Part des flammes et publiée en 2015, remporte la même année le prix du Livre France Bleu - Page des Libraires et le prix des Lecteurs du Livre de poche 2016. Entre deux paraît en 2010 L'Homme dérouté, un recueil de nouvelles.
Son troisième roman, Légende d'un dormeur éveillé (2017), édité par Héloïse d'Ormesson, est une évocation de la vie de l'écrivain Robert Desnos dans le Montparnasse artistique, des Années folles jusqu'à l’Occupation de Paris pendant la Seconde Guerre mondiale. Il est récompensé du Prix des libraires, que Delphine de Vigan remet à l'autrice en mai 2018 dans le salon du Centre national du livre.

Fin juin de la même année, elle signe dans ActuaLitté une tribune intitulée « Je vis de ma plume. Survis serait plus juste », alertant sur la précarité du métier de romancière et invitant le lectorat à relayer les hashtags des mouvements #PayeTonAuteur et #AuteursEnColère lancés par la Charte des auteurs et des illustrateurs jeunesse. Quelques mois plus tard, dans le même magazine littéraire en ligne, elle adresse une lettre ouverte au corps professionnel des éditrices et éditeurs dans laquelle elle brosse un portrait chiffré inquiétant de la vie des auteurs et autrices, dont 8 000 vivraient en France sous le seuil de pauvreté. Elle finit sur cet appel : 
Aidez-nous à obtenir un statut fiscal et social qui protégera les auteurs et la création littéraire en France. Réunissons-nous autour d’une table et réfléchissons honnêtement à ce qui ne tourne plus rond dans le système, aux moyens d’enrayer un cercle vicieux dont pâtissent tant d’acteurs de la chaîne du livre.

## Œuvre

### Romans
- L’Ancre des rêves, Paris, Éditions Robert Laffont, 2007, 381 p.  (ISBN 978-2-221-10820-8) ; réédition, Paris, Pocket, coll. « Nouvelles voix » no 13542, 2011  (ISBN 978-2-266-17923-2) ; réédition, Paris, LGF, coll. « Le Livre de poche » no 34648, 2017  (ISBN 978-2-253-07078-8)  - Prix Encre Marine 2007
- La Part des flammes, Paris, Éditions Héloïse d’Ormesson, 2015, 492 p.  (ISBN 978-2-35087-310-7) ; réédition, Paris, LGF, coll. « Le Livre de poche » no 34052, 2016  (ISBN 978-2-253-08743-4)

- Légende d'un dormeur éveillé, Éditions Héloïse d'Ormesson, 2017, 600 p.  (ISBN 978-2-350-87419-7) ; réédition coll. « Le Livre de poche » no 35095, 2018  (ISBN 978-2-253-07377-2) – prix des libraires 2018
- La Femme révélée[6], Grasset, 2020, 384 p.  (ISBN 978-2246819318)
- Le Bureau d'éclaircissement des destins, Grasset, 2023, 416 p.  (ISBN 9782246828860)

### Recueil de nouvelles
- L'Homme dérouté, Toulon, Éditions Géhess, 2010  (ISBN 978-2-354-64086-6)

### Essai
- Le Rugby club toulonnais 1908-2008, Paris, Éditions EPA, 2008, 217 p.  (ISBN 978-2-85120-711-1)

### Nouvelle
- En cas d'urgence, brisez la glace, dans l'anthologie À peine entré dans la librairie... La Griffe noire, 30 ans. Paris : Télémaque, 06/2018, p. 219-228.  (ISBN 978-2-7533-0357-7)